# 240-es évek
Évszázadok: 2. század – 3. század – 4. század
Évtizedek: 190-es évek – 200-as évek – 210-es évek – 220-as évek – 230-as évek – 240-es évek – 250-es évek – 260-as évek – 270-es évek – 280-as évek – 290-es évek
Évek: 240 241 242 243 244 245 246 247 248 249

## Események
- 235-284: anarchia és polgárháborús időszak a Római Birodalomban.
- 249-ben az egész Római Birodalomban általános keresztényüldözések.

## Híres személyek
- III. Gordianus római császár